# Dave Watson (piłkarz)
Dave Watson, właśc. David Watson (ur. 20 listopada 1961 w Liverpoolu) – angielski piłkarz grający na pozycji środkowego obrońcy.

## Kariera klubowa
Watson pochodzi z Liverpoolu. Karierę piłkarską rozpoczął w tamtejszym klubie Liverpool F.C. W Liverpoolu grał jedynie w drużynach juniorskich i nie przebił się do składu pierwszego zespołu. W 1980 roku odszedł za 100 tysięcy funtów do Norwich City. W Division One zadebiutował 26 grudnia 1980 w przegranym 0:2 wyjazdowym spotkaniu z Ipswich Town. Od czasu debiutu zaczął grać w podstawowym składzie Norwich. Na koniec sezonu 1980/1981 spadł z Norwich do Division Two, ale już po roku wrócił do Division One. W 1985 roku wystąpił w wygranym 1:0 finale Pucharu Ligi Angielskiej z Sunderlandem, jednak w sezonie 1984/1985 ponownie przeżył degradację do Division Two i jeszcze przez rok grał na tym szczeblu rozgrywek. Ogółem w barwach Norwich rozegrał 212 ligowych meczów i strzelił 11 goli.
22 sierpnia 1986 roku Watson podpisał kontrakt z Evertonem. Suma transferu z Norwich do drużyny z Liverpoolu wyniosła 900 tysięcy funtów. W Evertonie po raz pierwszy wystąpił 23 sierpnia 1986 w zwycięskim 2:0 domowym meczu z Nottingham Forest. W Evertonie, podobnie jak w Norwich, był podstawowym zawodnikiem. Już w pierwszym sezonie gry na Goodison Park wywalczył mistrzostwo Anglii, swoje jedyne w karierze. W 1989 roku zagrał w finale Pucharu Anglii, przegranym 2:3 z Liverpoolem. W 1995 roku ponownie zagrał w finale krajowego pucharu, będąc kapitanem Evertonu. "The Toffies" wygrali wówczas 1:0 z Manchesterem United. Do 1999 roku grał w wyjściowym składzie Evertonu, ale w sezonie 1999/2000 rozegrał tylko 6 meczów. Latem 2000 zakończył karierę w wieku 39 lat. Od 1986 do 2000 roku wystąpił w 419 spotkaniach Evertonu i strzelił w nich 23 bramki.
W 2002 roku Watson został wybrany do Galerii Sław Norwich City.
| Sezon   | Klub         | Kraj   | Rozgrywki      | Mecze | Bramki |
| ------- | ------------ | ------ | -------------- | ----- | ------ |
| 1980/81 | Norwich City | Anglia | Division One   | 18    | 3      |
| 1981/82 | Norwich City | Anglia | Division Two   | 38    | 3      |
| 1982/83 | Norwich City | Anglia | Division One   | 35    | 1      |
| 1983/84 | Norwich City | Anglia | Division One   | 40    | 2      |
| 1984/85 | Norwich City | Anglia | Division One   | 39    | 0      |
| 1985/86 | Norwich City | Anglia | Division Two   | 42    | 2      |
| 1986/87 | Everton F.C. | Anglia | Division One   | 35    | 3      |
| 1987/88 | Everton F.C. | Anglia | Division One   | 37    | 4      |
| 1988/89 | Everton F.C. | Anglia | Division One   | 32    | 3      |
| 1989/90 | Everton F.C. | Anglia | Division One   | 29    | 1      |
| 1990/91 | Everton F.C. | Anglia | Division One   | 32    | 2      |
| 1991/92 | Everton F.C. | Anglia | Division One   | 35    | 3      |
| 1992/93 | Everton F.C. | Anglia | Premier League | 40    | 1      |
| 1993/94 | Everton F.C. | Anglia | Premier League | 28    | 1      |
| 1994/95 | Everton F.C. | Anglia | Premier League | 38    | 2      |
| 1995/96 | Everton F.C. | Anglia | Premier League | 34    | 1      |
| 1996/97 | Everton F.C. | Anglia | Premier League | 29    | 1      |
| 1997/98 | Everton F.C. | Anglia | Premier League | 26    | 0      |
| 1998/99 | Everton F.C. | Anglia | Premier League | 22    | 0      |
| 1999/00 | Everton F.C. | Anglia | Premier League | 6     | 0      |

## Kariera reprezentacyjna
W reprezentacji Anglii Watson zadebiutował 10 czerwca 1984 roku w wygranym 2:0 towarzyskim spotkaniu z Brazylią. W 1988 roku został powołany przez selekcjonera Bobby'ego Robsona do kadry na Euro 88. Tam wystąpił w jednym meczu, wygranym 3:1 ze Związkiem Radzieckim. Od 1984 do 1988 roku rozegrał w kadrze narodowej 12 meczów.

## Kariera trenerska
W marcu 1997 roku Watson został tymczasowym grającym menedżerem Evertonu, zastępując na tym stanowisku Joego Royle'a. Pracował do czerwca 1997 i został zastąpiony przez Howarda Kendalla. W latach 2000–2001 był menedżerem Tranmere Rovers, a od 2008 roku jest trenerem juniorów w Wigan Athletic.